# Oshkosh L-ATV
Oshkosh L-ATV — легкий бойовий тактичний позашляховий броньований автомобіль (англ. Light Combat Tactical All-Terrian Vehicle (L-ATV)), один із шести претендентів, представлених на конкурс за «Програмою розроблення нового легкого тактичного транспортного засобу загального призначення» (англ. Joint Light Tactical Vehicle (JLTV)), який повинен у 2015 році замінити частину парку застарілих HMMWV. Автомобілі L-ATV забезпечують вищий рівень захисту MRAP, ніж існуючі нині «Humvee».

## Історія
Створення транспортного засобу L-ATV компанією Oshkosh Defense було розпочато у 2006 році ще до започаткування «Програми розроблення нового легкого тактичного транспортного засобу загального призначення» JLTV.
Попри те, що у 2008 році контракт на перший етап виробництва було втрачено, у 2010-му було виготовлено перший дослідний зразок, який у листопаді 2010-го успішно пройшов випробування на трасі Baja 1000.
23 серпня 2012-го армія США та корпус морської піхоти США відібрали L-ATV для наступного етапу цієї програми — «Розроблення і розвитку виробництва» (англ. Engineering and Manufacturing Development (EMD)). Згідно із контрактом, компанія повинна була виготовити 22 дослідних зразки транспортних засобів протягом 27 місяців для проведення їх випробувань в умовах експлуатації.
В червні 2013-го дослідні зразки L-ATV брали участь у приймальних випробуваннях «Генеральної служби програми JLTV США» (англ. U.S. JLTV Joint Program Office) у Куантіко (штат Вірджинія). Транспортні засоби успішно пройшли випробування на полігоні з тяжкими позадорожніми умовами (англ. Severe Off-Road Track (SORT)) без відмов. Випробування на полігоні з тяжкими позадорожніми умовами показали здатність до ефективного маневрування на крутих схилах, до крутих поворотів та до роботи на гірських ландшафтах.
У серпні 2013-го компанія надала свої перші, виготовлені у рамках програми JLTV, дослідні зразки L-ATV для державних експлуатаційних випробувань після успішного їх інспектування Агенцією управління контрактами міністерства оборони (англ. Defense Contract Management Agency (DCMA)). Для подальшої участі у конкурсі було відібрано чотиридверний варіант загального призначення та дводверний вантажний варіант.
27 серпня 2013 року Армія США та Корпус морської піхоти США оголосили, що повномасштабні випробування дослідних зразків за програмою JLTV, які повинні надати одночасно три компанії-конкурсанти, повинні розпочатися наступного тижня. Кожна з компаній повинна була надати 22 транспортних засоби та шість причепів на Абердинський випробувальний полігон, що у штаті Меріленд, та на Випробувальний полігон у Юмі, що у штаті Аризона.
На попередніх випробуваннях транспортні засоби пройшли через понад 400 балістичних випробувань та випробувань вибухами зразків броні, випробувань вибухами під кузовом, та пройшли понад 1 000 миль вібраційних випробувань. На полігонах солдати «Випробувальної та оцінювальної команди армії Сполучених Штатів» та персонал «Випробувальної та оцінювальної служби Департаменту безпеки» повинні піддати транспортні засоби реалістичним і суворим випробуванням в польових умовах протягом 14 місяців у обсязі державних експлуатаційних випробувань. Випробування повинні закінчитися у 2015 році укладанням угоди з єдиною компанією-переможцем на виробництво 55 000 транспортних засобів, вартість кожного з яких на виході із складального конвеєра не повинна перевершувати 250 000 доларів США. Армія повинна почати отримувати автомобілі JLTV у 2018-му із завершенням поставок усіх запланованих транспортних засобів у 2030-му.
Як і було обіцяно, 3 вересня 2013 року на Абердинському випробувальному полігоні, на полігоні у Юмі, та у зоні розташування військових об'єктів у місцевості Редстоун-Арсенал, що у штаті Алабама повним ходом розпочалися повномасштабні випробування претендентів, виготовлених за програмою JLTV. До червня 2015-го за результатами випробувань мав бути відібраний тільки один постачальник, який протягом трьох років повинен виготовити 2 000 транспортних засобів для додаткових випробувань, необхідних для доведення складальних ліній і системи виробництва. І тільки 25 серпня 2015 переможцем програми JLTV було обрано Oshkosh L-ATV компанії Oshkosh Defense.

## Особливості конструкції та технічних характеристик

### Бортова архітектура
Oshkosh L-ATV є прикладом реалізації архітектури VICTORY. До її складу, зокрема, входять смарт-дисплеї водія та командира, до яких за потреби підключають USB-клавіатуру та флеш-карти. При цьому використовується бортове живлення постійною напругою 12 В та 24 В.
До бортової мережі передачі даних можуть бути підключені пристрій криптозахисту KGV-72, термінали мережі MANET EPLRS (Enhanced Position Location Reporting System, швидкість передачі даних 2 Мб/с), супутникової навігаційної системи GB-GRAM (Ground-Based GPS Receiver Application Module), багатодіапазонного радіо. Зазначені пристрої мають однакові 6-контактні рознімання. Передбачене автоматичне розгортання усіх антен за командою з пульта. До складу бортової архітектури Oshkosh L-ATV може входити дистанційно керований бойовий модуль.

### Кабіна та кузов
Кабіни та кузови L-ATV виготовляються у декількох варіантах, залежно від призначення автомобіля. Але основною особливістю усіх варіантів є те, що вони броньовані та мають рівень захисту MRAP. Окрім цього, відділення водія та персоналу обладнані «осколковою підкладкою» для мінімізації ефекту утворення і розлітання в салоні внутрішніх осколків після перфорації броні в результаті обстрілу автомобіля.
Передбачено два рівні броньованого захисту:
- стандартний рівень захисту A;
- підвищений рівень захисту B від мін, артилерії та боєголовок РПГ.

Під час проектування, доведення і постановлення на серійне виробництво застосовувалися методи математичного моделювання солдатів (водіїв, стрільців, командирів, піхоти) що дозволило вдосконалити ряд захисних характеристик, у тому числі, протимінного захисту, забезпечивши його на рівні автомобілів Oshkosh M-ATV із значно меншими габаритами і вагою за рахунок оптимізації конструкції корпусу, типорозмірів сидінь і їх кріплення.
При цьому передбачена можливість монтування/демонтування змінного бронекомплекту підвищеного рівня захисту від боєголовок кумулятивної дії як додаткового, так і у разі його пошкодження після бойових дій. Лобові стекла та вікна у дверях являють собою змінні склопакети, здатні захистити екіпаж від обстрілу стрілецькою зброєю.
Усі двері є відкидними для можливості легкої евакуації водія і персоналу у разі атаки чи пошкодження автомобіля.
Основні пожежонебезпечні відділення кузова обладнані системою автоматичного пожежегасіння.
На даху кабіни є спеціальний люк, в якому, в залежності від призначення автомобіля, може монтуватися у змінній турелі наступне озброєння:
- або кулемет Browning M2;
- або кулемет M240;
- або кулемет M60;
- або гранатомет Mk 19;
- або протитанкову керовану ракету BGM-71 TOW чи інші.

Ці види озброєнь також можуть монтуватися і у змінному дистанційно керованому бойовому модулі, якщо кузов автомобіля виконується у закритому варіанті.
У кабіні передбачено достатньо місця для персоналу та для стрільця, якщо автомобіль обладнано туреллю. Кожне місце обладнано паском та тримачем персональної зброї солдат, які перевозяться в салоні автомобіля. Окрім цього, в салоні спеціально передбачені місця для постійного та легкодоступного для солдат запасу набоїв для наступних видів озброєнь:
- дві коробки патронів для автоматичної гвинтівки M16;
- одна коробка гранат для гранатомета M203;
- чотири коробки патронів для ручного кулемета M249;
- шість коробок набоїв або для гранатомета Mk 19 або для станкового кулемета M2, або для кулемета M60 чи M240;

### Двигуни
Як силову установку автомобіля застосовано дизель-генераторну установку ProPulse®, яка забезпечує потужність на виході 70 кВт і може живити зовнішні споживачі електроенергії як під час стоянки, так і у русі автомобіля. Установка забезпечує оптимальне поєднання паливної економічності та екологічності, обладнана вмонтованою системою самодіагностування, яка забезпечує переваги у діагностуванні і технічному обслуговуванні.
Окремі версії автомобілів можуть обладнуватися звичайним дизельним двигуном з механічною трансмісією. У такому разі автомобіль обладнують додатковим генератором для забезпечення можливості живлення зовнішніх споживачів електроенергії, як це вимагається програмою JLTV.

### Трансмісії
Трансмісія забезпечує повний привод та роботу високо-потужного електрогенератора.
У автомобілів, обладнаних дизель-генераторною установкою ProPulse®, застосовано гібридну трансмісію, яка забезпечує підведення та розподіл і перерозподіл енергії між осьовими модулями. Такий тип трансмісії зменшує кількість деталей та навантаження на них, спрощує конструкцію та передавання крутного момента до коліс. Відсутність деталей трансмісії під днищем дозволила покращити рівень захисту екіпажу знизу та підвищити живучість транспортного засобу. Також, значно зменшуються вартість обслуговування, покращуються умови роботи двигуна, що покращує його довговічність, економічність і викиди токсичних і шкідливих речовин. Можливість рекуперативного гальмування значно збільшує ресурс високоефективних дискових гальмівних механізмів. Слід відмітити, що застосування гібридної трансмісії не було необхідною умовою програми JLTV.

### Підвіска
Поєднання швидкісних властивостей із стійкістю, маневреністю та високою прохідністю в тяжких дорожніх умовах та умовах бездоріжжя і у гористих місцевостях забезпечує інтелектуальна незалежна підвіска TAK-4i™, спроектована, випробувана і доведена до досконалості компанією Oshkosh. В основу конструкції покладена серійна підвіска споріднених із L-ATV середніх тактичних транспортних засобів M-ATV. У підвісці шасі використані еластомерні демпфери (GBA 18) із запатентованого компанією Miner Elastomer Products Corporation (MEPC) матеріалу TecsPak® , який у 10 раз довговічніше гуми і в 20 разів міцніше поліуретану.
Хід підвіски (хід колеса) становить 508 мм (20 дюймів), який є найбільшим серед аналогічних транспортних засобів, що в поєднанні із розмірами колеса забезпечує можливість долання перешкод із максимальними для даного класу позашляховиків розмірами.
Система контролю, керування і пристосовуваності підвіски дозволяє як збільшувати кліренс автомобіля, так і зменшувати його, що забезпечує можливість долання більш глибоких бродів та глибоких колій, або дозволяє зменшити габаритну висоту для покращення транспортабельності автомобіля літаками, гелікоптерами чи іншими видами транспорту.

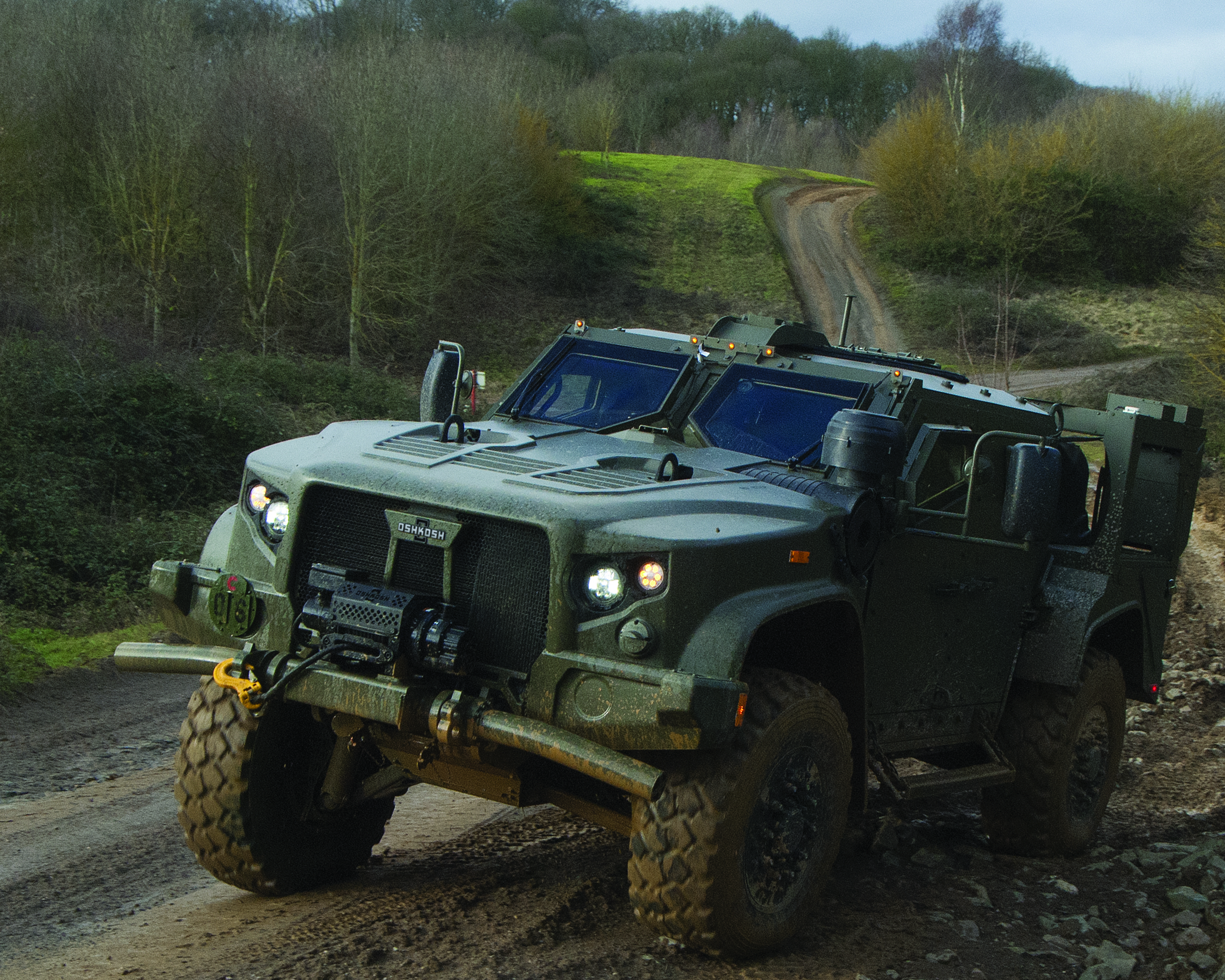
Демонстраційний зразок Oshkosh L-ATV для британської армії

## Модифікації

### eJLTV
Представлена в січні 2022 року перспективна версія з гібридною дизель-електричною силовою установкою. Має літій-іонну акумуляторну батарею на 30 кВт·год з можливістю нарощення ємності. Акумуляторна батарея, окрім основного призначення — приведення в рух машини, може служити джерелом електричної енергії при вимкненому дизельному двигуну.
Створена в ініціативному порядку машина з новою силовою установкою, серед іншого, забезпечує економію палива на 20 % в порівнянні зі звичайним дизельним двигуном.

## Оператори

### Майбутні
- Велика Британія: в липні 2017 року Державний департамент США дав дозвіл на контракт вартістю $1,035 млрд на продаж 2747 машин JLTV з додатковим устаткуванням Великій Британії. Контракт включає базові набори для встановлення додаткового устаткування, ремонтні комплекти, додаткове бронювання (B-kit), комплекти адаптації двигунів під холодний клімат, комплекти для подолання водних перешкод, run-flat шини, запасні шини, тощо[18][19].
- Литва: 22 листопада 2018 року міністр оборони Литви Раймонд Каробліс[lt] об'явив, що заплановано придбати 200 багатоцільових автомобілів L-ATV для литовської армії. Підписання контракту на суму 200 млн. євро очікується на 2020 рік[20]. В лютому 2019 року Міністерство національної оборони Литви офіційно подало заявку до Уряду США на купівлю бронеавтомобілів JLTV для литовської армії. У разі позитивного рішення Уряд Литви планує виділити впродовж 2020—2023 років 142 млн євро на купівлю, навчання та технічне обслуговування 200 броньованих машин JLTV. Зараз литовська армія використовує позашляховики моделей HMMWV і Toyota Land Cruiser[21].